# Ceyssac
Ceyssac é uma comuna francesa na região administrativa de Auvérnia-Ródano-Alpes, no departamento de Alto Loire. Estende-se por uma área de 11 km². Em 2010 a comuna tinha 434 habitantes (densidade: 39,5 hab./km²).